# Arhynchobdellida
Sanguessugas aquáticas ou terrestres que possuem uma faringe não eversível e podem possuir mandíbulas ou não. Possuem sistema circulatório. São as únicas que geram larvas e dentro de casulos. A sanguessuga medicinal (Hirudo medicinalis) pertence a essa ordem.

## Famílias
- Família Erpobdellidae
  - Gênero Erpobdella
    - Erpobdella lahontana
    - Erpobdella octoculata
    - Erpobdella punctata
    - Erpobdella triannulata

  - Gênero Mooreobdella
    - Mooreobdella bucera
    - Mooreobdella fervida
    - Mooreobdella melanostoma
    - Mooreobdella microstoma
    - Mooreobdella ochotherenai
    - Mooreobdella tetragon

  - Gênero Motobdella
    - Motobdella montezuma
    - Motobdella sedonensis

  - Gênero Nephelopsis
    - Nephelopsis obscura

  - Gênero Dina
    - Dina anoculata
    - Dina dubia
    - Dina parva

  - Gênero Semiscolecides
    - Semiscolecides hondurensis

- Família Cylicobdellidae
  - Gênero Blanchardiella
    - Blanchardiella decemoculata

  - Gênero Cylicobdella
    - Cylicobdella costaricae
    - Cylicobdella joseensis

- Família Haemadipsidae
  - Gênero Diestecostoma
    - Diestecostoma magna
    - Diestecostoma mexicana
    - Diestecostoma octoannulata

- Família Haemopidae
  - Gênero Haemopis
    - Haemopis caballeroi
    - Haemopis grandis
    - Haemopis kingi
    - Haemopis lateromaculata
    - Haemopis marmorata
    - Haemopis plumbea
    - Haemopis septagon
    - Haemopis terrestris

- Família Hirudinidae
  - Subfamília Hirudinariinae
    - Gênero Hirudo
    - Hirudo medicinalis
    - Gênero Poecilobdella
    - Poecilobdella blanchardi

  - Subfamília Macrobdellinae
    - Gênero Limnobdella
    - Limnobdella chiapasensis
    - Limnobdella mexicana
    - Limnobdella olivacea
    - Limnobdella profundisulcata
    - Limnobdella tehuacanea
    - Gênero Macrobdella
    - Macrobdella decora
    - Macrobdella diplotertia
    - Macrobdella ditetra
    - Macrobdella sestertia
    - Gênero Oxyuptychus
    - Oxyuptychus antellarum
    - Gênero Philobdella
    - Philobdella floridana
    - Philobdella gracilis
    - Gênero Pintobdella
    - Pintobdella cajali